# Gustav Knittel
Gustav Knittel (Nuova Ulma, 27 novembre 1914 – Ulma, 30 giugno 1976) è stato un militare tedesco, SS-Sturmbannführer delle Waffen-SS durante la seconda guerra mondiale. Processato e condannato all'ergastolo per aver ordinato l'esecuzione di 8 prigionieri di guerra statunitensi, fu rilasciato nel 1953.

## Biografia
Nato nel 1914, si arruolò volontario nelle SS il 15 aprile 1933 e aderì al Partito nazista il 1º maggio 1933, e nell'agosto 1934 si unì a quella che in seguito diventerà la Waffen-SS.
Frequentò la SS-Junkerschule Bad Tölz e sostenne con successo gli esami finali il 28 luglio 1938, successivamente fu inviato a un corso per comandante di plotone presso il campo di addestramento SS di Dachau, adiacente al famigerato campo di concentramento di Dachau.
Il 9 novembre 1938 fu nominato SS-Untersturmführer e con lo SS-Regiment Deutschland partecipò all'occupazione dei Sudeti dopo la conferenza di Monaco. Prestò servizio in varie altre unità SS prima di diventare aiutante nel Battaglione di riserva SS Ellwangen nell'agosto 1939. Entrato in servizio nella Divisione Leibstandarte (LSSAH), partecipò alla campagna di Francia e fu assegnato come comandante di compagnia nel battaglione di ricognizione della LSSAH.
Dopo aver preso parte all'invasione della Jugoslavia e all'invasione della Grecia, partecipò all'invasione dell'Unione Sovietica dove guidò la sua compagnia durante l'attacco a Zhytomyr rimanendo ferito l'11 luglio 1941. Dopo essersi ripreso, fu inviato al campo di addestramento SS di Dachau e insignito della Croce di Ferro di 1ª classe, tornò alla sua compagnia in novembre.

## Seconda guerra mondiale

### Battaglie di Char'kov
Nel marzo 1942 fu nominato comandante della compagnia di mezzi corazzati del battaglione di ricognizione LSSAH, guidò la compagnia durante la Terza battaglia di Char'kov e si distinse tra il 2 e il 4 febbraio 1943. Il 2 febbraio 1943 ricevette l'ordine di spostarsi dietro le linee nemiche per coprire la ritirata della 298ª Divisione di Fanteria. Entrò in contatto con questa divisione a Ševčenkove, fu tagliato fuori dall'avanzata dell'Armata Rossa ma combatté per rientrare nelle linee tedesche con il suo gruppo di battaglia e un gruppo di altri soldati della Wehrmacht. Quando il suo battaglione fu accerchiato, il 13 febbraio guidò uno dei contrattacchi contro l'Armata Rossa. Il 15 febbraio Meyer e Wünsche volevano raggiungere le linee tedesche tenute da Fritz Witt e Knittel fu inviato con la sua compagnia per una ricognizione del percorso previsto, fu ferito nel successivo scontro con l'Armata Rossa. Il giorno successivo il gruppo di battaglia combinato di Meyer e Wünsche raggiunse Yaremivka.

### Massacro di civili
Alcune fonti ucraine, tra cui il testimone sopravvissuto Ivan Kiselev, che aveva 14 anni all'epoca dei fatti, hanno descritto le uccisioni nei villaggi di Yefremovka e Semyonovka avvenute il 17 febbraio 1943. Il 12 febbraio la LSSAH occupò i due villaggi, dove l'esercito sovietico in ritirata si era scontrato con le SS. Per rappresaglia, cinque giorni dopo, le truppe della LSSAH uccisero complessivamente 872 persone tra uomini, donne e bambini. Circa 240 di questi furono bruciati vivi nella chiesa di Yefremovka. Knittel non poteva aver partecipato al massacro: i rapporti sulle vittime dell'Aufklärungsabteilung "LSSAH" e le sue cartelle cliniche conservate dal Deutsche Dienststelle (WASt) mostrano che, a causa della ferita da proiettile alla coscia riportata il 15 febbraio, fu ricoverato a Krasnohrad il 16 febbraio 1943 e trasferito in un ospedale da campo a Poltava il 18 febbraio.

### Offensiva delle Ardenne

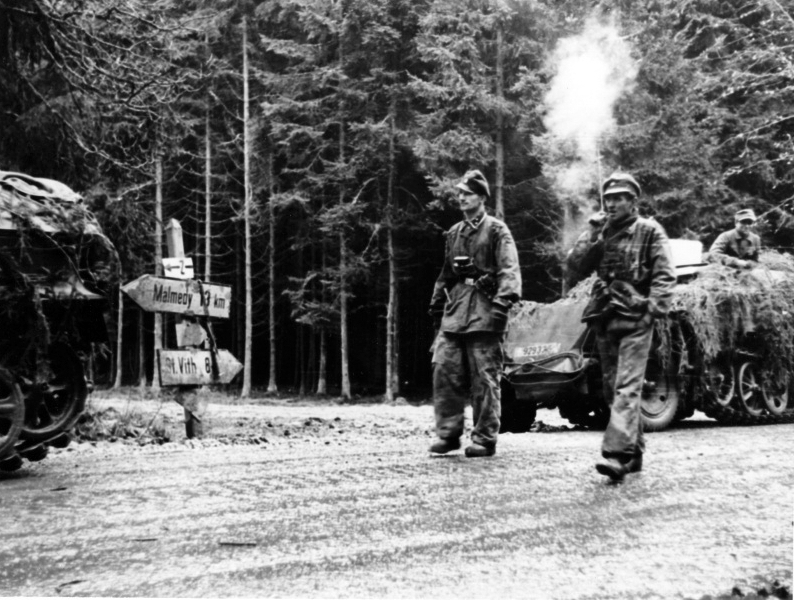
Le truppe del Kampfgruppe Knittel sulla strada per Stavelot a sostegno di Peiper.

Il comandante di divisione Wilhelm Mohnke ordinò a Knittel di rientrare nella Leibstandarte. Il 13 dicembre 1944 arrivò al quartier generale della divisione vicino a Euskirchen, dove chiese a Mohnke di assegnare il comando del 1º Battaglione di ricognizione SS LSSAH a Emil Wawrzinek. Wawrzinek aveva guidato il battaglione di ritorno dalla Francia e lo aveva ricostituito negli ultimi mesi, ma il giorno dopo Mohnke insistette perché Knittel guidasse il battaglione che sarebbe diventato lo Schnelle Gruppe Knittel (o anche Kampfgruppe Knittel).
Lo stesso giorno, il 14 dicembre, Knittel fu informato dell'imminente operazione Wacht am Rhein, il tentativo tedesco di sfondare le linee americane e tagliare in due le forze alleate. Con la Leibstandarte come punta di diamante della 6ª Armata Panzer di Sepp Dietrich, lo Schnelle Gruppe Knittel doveva seguire i gruppi tattici di Joachim Peiper e Max Hansen, e quindi usare la sua velocità per mantenere un ponte sul fiume Mosa, a sud di Liegi, consentendo alla Leibstandarte di dirigersi verso Anversa. Il 15 dicembre Knittel fu chiamato al quartier generale di Hermann Priess, l'ufficiale comandante del I SS-Panzerkorps: durante l'incontro fu presentato a Otto Skorzeny e fu messo a conoscenza dei dettagli dell'Operazione Greif; subito dopo Knittel si recò al posto di comando del suo battaglione a Glaadt per trasmettere gli ordini e le specifiche ai suoi comandanti di compagnia.
L'offensiva iniziò il giorno successivo, il 16 dicembre 1944. Inizialmente Knittel avanzò rapidamente, seguendo la scia di Peiper e Hansen senza avere contatto con il nemico, attraversando Hallschlag, Manderfeld, Holzheim, Honsfeld, Heppenbach, Amel e Born. Il 17 dicembre un gruppo di esploratori dello Schnelle Gruppe Knittel uccise undici soldati del 333º Battaglione di Artiglieria a Wéreth.
Il 18 dicembre fu chiaro che Peiper mostrava i migliori progressi e Mohnke ordinò a Knittel di seguire quel gruppo di battaglia. Dopo un breve incontro con Hansen a Recht, Knittel si spostò a Stavelot. Dopo aver lasciato istruzioni ai suoi comandanti di compagnia, a mezzogiorno attraversò il ponte sul fiume Amblève a Stavelot per contattare Peiper a La Gleize. Alcuni elementi del suo Kampfgruppe lo seguirono nel pomeriggio e nella prima serata, ma la 30th Infantry Division statunitense riconquistò la zona settentrionale della città, bloccando così l'avanzata del resto dello Schnelle Gruppe Knittel e del gruppo di battaglia di Rudolf Sandig. Il giorno successivo, il 19 dicembre, Mohnke ordinò a Knittel e al suo gruppo, che nel frattempo aveva raggiunto La Gleize, di tornare a Stavelot per riconquistare la città e aprire una via d'avanzata ormai essenziale per rifornire di carburante e munizioni il gruppo di Peiper. Knittel stabilì il suo posto di comando nella fattoria Antoine a ovest di Stavelot. Il suo contrattacco fallì e in quel giorno gli uomini del suo battaglione uccisero i civili a Trois-Ponts, Parfondruy, Renardmont e Stavelot. Quella sera gli americani demolirono il ponte di Stavelot.
La crescente pressione delle forze statunitensi bloccò l'avanzata della Leibstandarte e i continui tentativi di Knittel e Sandig di riconquistare Stavelot fallirono, mentre Peiper si era fermato a La Gleize. Lo Schnelle Gruppe Knittel, posizionato sulla sponda occidentale del fiume Amblève, rimase intrappolato tra Stavelot, Coo e Trois-Ponts. Il 20 dicembre la Taskforce Lovelady statunitense della 3ª Divisione corazzata attaccò le posizioni di Knittel dalla direzione di Trois-Ponts, ma fu fermata da un carro armato King Tiger e da alcuni cannoni anticarro posizionati vicino a Petit-Spai. Quella sera, la 82nd Airborne Division si mosse verso le posizioni vicino a Petit-Spai e tagliò la strada in direzione di Wanne. Il 21 dicembre la 3ª Divisione corazzata spinse lo Schnelle Gruppe Knittel fuori dalle sue posizioni a Ster, ma il Kampfgruppe Hansen avevano raggiunto Petit-Spai durante la notte, e il loro contrattacco spinse la 82nd Airborne Division a tornare a Trois-Ponts. Il 22 dicembre un grande attacco della 30ª Divisione di fanteria buttò fuori gli uomini di Knittel dalle loro posizioni ai margini occidentali di Stavelot.
Era ormai chiaro che il fiume Mosa non poteva essere raggiunto e Peiper decise il 23 dicembre di abbandonare i suoi veicoli e di ritirarsi attraverso i boschi per sfuggire alla cattura. Lasciò La Gleize con gli uomini rimasti e 36 ore dopo raggiunse le linee tedesche a Petit-Spai e poi a Wanne. Nella prima mattinata del 25 dicembre Knittel sgomberò le sue posizioni sulla sponda occidentale del fiume Amblève e ritirò i suoi uomini a Wanne dove poté riorganizzare la Leibstandarte prima di spostarsi nella zona di Bastogne. L'offensiva delle Ardenne si concluse definitivamente per Knittel quando gli aerei della 9th Tactical Airforce bombardarono il suo posto di comando vicino a Vielsalm il 31 dicembre 1944. Fu ricoverato in Germania per una grave commozione cerebrale.

## Processo e condanna
Nel maggio 1945 Knittel tornò dalla sua famiglia a Neu-Ulm, ma presto decise di nascondersi in una fattoria vicino a Stoccarda. Tornò nella sua città natale più tardi quell'anno, ma quando si incontrò con la moglie il 5 gennaio 1946 fu catturato dagli agenti del Counter Intelligence Corps (CIC) Michel Thomas e Theodore Kraus. Knittel fu trattenuto dal CIC a Ulm e interrogato da Thomas. Knittel affermò in seguito di essere stato maltrattato fisicamente dalle guardie, cosa che Thomas negò.
A marzo, Knittel fu trasferito a Schwäbisch Hall, dove erano detenuti Peiper e gli altri sospettati del massacro di Malmedy. Knittel e il suo Schnelle Gruppe non avevano preso parte al massacro, poiché avevano utilizzato un percorso più a sud. Tuttavia, Knittel fu interrogato sui crimini di guerra nell'area di Stavelot e confessò che il 21 dicembre 1944 aveva ordinato l'omicidio di otto prigionieri di guerra americani vicino a Petit-Spay, a est di Trois-Ponts. In seguito alla sua confessione, e nonostante "si aspettasse e accettasse pienamente che sarebbe stato giustiziato a breve", fu condannato all'ergastolo il 16 luglio 1946 durante il processo per il massacro di Malmedy.
Knittel e i suoi avvocati presentarono immediatamente una richiesta di riapertura del caso alla Commissione per la revisione dei crimini di guerra. Ritrattò la sua confessione e, come nel caso di altri imputati, denunciò che gli interrogatori sfuttarono anche le torture psicologiche: affermò di essere stato minacciato di essere consegnato ai belgi e che nei suoi interrogatori gli fu suggerito che firmare o meno una confessione fosse la scelta da fare tra la giustizia americana e la vendetta belga. Knittel si lamentò del fatto che ai suoi avvocati difensori non fu permesso di usare i diari di guerra delle unità statunitensi fronteggiate dal suo Schnelle Gruppe durante l'offensiva delle Ardenne per dimostrare che nessun soldato americano fosse stato ucciso nella data e nel luogo da lui indicati nella sua confessione. Tuttavia, il diario di guerra della 82nd Airborne Division mostra che il 21 dicembre 1944, durante la battaglia tra lo Schnelle Gruppe Knittel e il 505º Reggimento di Fanteria Paracadutista tra Trois-Ponts e Petit-Spay, fu catturata una squadra di bazooka forte di otto uomini a meno di un miglio di distanza dal luogo descritto da Knittel nella sua confessione.
Ignorando il contenuto del diario di guerra della 82nd Airborne Division, nel marzo 1948 l'autorità per la revisione ridusse la pena a 15 anni di reclusione. Nel maggio 1948 il War Crimes Review Board Nr. 4 respinse l'affermazione che si erano verificate irregolarità durante il processo contro Knittel, ma in seguito al Rapporto Simpson e alle conclusioni della Commissione del Senato degli Stati Uniti sui Servizi Armati la sua condanna fu ulteriormente ridotta a 12 anni di reclusione. Knittel fu rilasciato dalla prigione di Landsberg il 7 dicembre 1953 in seguito all'amnistia di Natale.
In seguito, Knittel lavorò come venditore di auto dalla Opel, fino a quando i problemi di salute, tra cui diversi arresti cardiaci, lo costrinsero a ritirarsi nel 1970. Knittel morì il 30 giugno 1976 nell'ospedale di Ulm.